# Revista Tomis
Revista Tomis este o publicație culturală lunară din Constanța. O primă revistă cu acest nume a apărut în anul 1899, dar periodicul consacrat pe plan național a fost înființat în anul 1966, sub girul lui Tudor Arghezi, ca revistă lunară editată de Comitetele de cultură ale regiunii Dobrogea și orașului Constanța, într-un context cultural de relativă liberalizare. A apărut neîntrerupt timp de 45 de ani, fiind cea mai longevivă publicație dintre Dunăre și Mare. Aici s-a format și nucleul care a înființat filiala Dobrogea a Uniunii Scriitorilor din România. În luna iulie 2010 a fost desființată prin hotărârea Consiliului Local din Constanța, ca urmare a Ordonanței de Urgență 63/2010 ce impunea adoptarea unei politici de restrângere a cheltuielilor bugetare. Deși colectivul redacțional a fost concediat, o echipă restrânsă a continuat să editeze (din resursele Fundației Arta, condusă de fostul director al revistei, Ion Tițoiu) revista până în ianuarie 2011.

## Manifestări sub egida Tomis
- Colocviile revistei Tomis - XIV ediții (până în 2009)
- Cenaclul Ovidius și Cenaclul Tomisseisme
- Prelecțiuni de istorie (II ediții) - simpozion pe teme de geo-politică
- Atelierele Revistei Tomis
- Festivalul Internațional de Artă și Cultură Contemporană "Ovidius" (II ediții)

## Distincții
- Premiul USR - Cea mai bună revistă literară din 2004
- Premiul de excelență al Asociației Române pentru Patrimoniu, 2006
- Premiul APLER pentru cel mai bun proiect cultural, 2007

## Colaboratori de prestigiu
1. Cultură, artă, știință: Dan Hăulică, Constantin C. Giurescu, Ion Frunzetti, Petru Comarnescu, Al. Ciucurencu, Ion Jalea, Liviu Ciulei, Sergiu Celibidache, George Ciorănescu, Marcel Chirnoagă, Grigore Moisil, Constantin Noica, Dan Berindei, Oleg Danovsky, Andrei Pleșu, Răzvan Theodorescu etc.
2. Critici, istorici literari: Sorin Alexandrescu, Nicolae Balotă, Edgar Papu, Cornel Regman, Gheorghe Grigurcu, Matei Călinescu, Șerban Cioculescu, Virgil Nemoianu, Vladimir Streinu, Ion Negoițescu, Laurențiu Ulici, Marin Mincu, Nicolae Manolescu, Lucian Raicu, Mircea Iorgulescu, Ovidiu Papadima, Al. Călinescu, Mirela Roznoveanu, Alex. Ștefănescu, Mircea Țuglea etc.
3. Poeți: Al. Philipide, Ion Barbu, Ion Vinea, Constantin Tonegaru, Dimitrie Stelaru, Ștefan Augustin Doinaș, Marin Sorescu, Nichita Stănescu, Nina Cassian, Romulus Vulpescu, Emil Botta, Gellu Naum, Ion Caraion, Grigore Sălceanu, Virgil Teodorescu, Nicolae Motoc, Radu Șuiu, Sorin Rosca, Iulia Pană, Mugur Grosu, George Vasilievici, Dan Mihuț etc.
4. Prozatori: Pavel Chihaia, George Bălăiță, Fănuș Neagu, Mircea Horia Simionescu, Radu Tudoran, Augustin Buzura, Alexandru Paleologu, Petre Popescu, Nicolae Breban, Eugen Lumezianu,Constantin Novac, Florin Șlapac, Dan Perșa, Ștefan Caraman etc.